# Chalinolobus
Chalinolobus là một chi động vật có vú trong họ Dơi muỗi, bộ Dơi. Chi này được Peters miêu tả năm 1866. Loài điển hình của chi này là Vespertilio tuberculatus Forster, 1844 (by International Commision on Zoological Nomenclature ruling, Opinion 1994 [2002]).

## Các loài
Chi này gồm các loài:

## Hình ảnh
- Tập tin:Tập